# Nikon D500
Nikon D500 20.9-мегапиксельная профессиональная цифровая зеркальная камера производства Nikon.

## Ключевые особенности
- 20.9-мегапиксельная КМОП матрица формата DX
- Чувствительность ISO 100-51200 (с расширением до ISO 50-1640000)
- Съёмка со скоростью 10 кадров в секунду и автофокусировкой
- Процессор Expeed 5
- Съёмка видео стандарта 4K с частотой кадров 30p/25p/24p
- 153-точечная система автофокуса Multi-CAM 20K[1]

## Интерфейсы
- Башмак для принадлежностей ISO 518
- Синхроконтакт вспышки
- 10-контактный разъём дистанционного управления
- Разъём USB
- Разъём для наушников
- Разъём для внешнего микрофона
- Разъём HDMI[1][2]

## Комплект поставки
- Цифровая фотокамера D500
- Защитная крышка BF-1B
- Литий-ионная аккумуляторная батарея EN-EL15 с защитной крышкой
- Зарядное устройство MH-25a
- Зажим USB-кабеля
- Зажим HDMI-кабеля
- USB-кабель UC-E22
- Ремень AN-DC17
- Гарантийный талон
- Руководство пользователя[3]